# Comuna Kureanî, Berejanî
Kureanî (în ucraineană Куряни) este o comună în raionul Berejanî, regiunea Ternopil, Ucraina, formată din satele Kureanî (reședința) și Pavliv.

## Demografie
Componența lingvistică a comunei Kureanî
     Ucraineană (99,9%)
     Alte limbi (0,1%)
Conform recensământului din 2001, majoritatea populației comunei Kureanî era vorbitoare de ucraineană (99,9%), existând în minoritate și vorbitori de alte limbi.